# サンクトペテルブルク国立アカデミー交響楽団
サンクトペテルブルク国立アカデミー交響楽団(ロシア語: Санкт-Петербургский государственный академический симфонический оркестр、英語: Saint Petersburg State Academic Symphony Orchestra)は、サンクトペテルブルクを拠点とするロシアのオーケストラ。略称は「СПб ГАСО
」。

## 概要
1967年にレニングラードを拠点に活躍した指揮者ニコライ・ラビノヴィチ、カール・エリアスベルクによって「レニングラード古楽・現代音楽室内管弦楽団」として創設された。設立当初の活動の主軸は、さまざまな時代の世間にあまりよく知られていない作品の演奏であり、国立の組織ではなかったものの、ソビエト連邦作曲家同盟レニングラード支部とは密接な関係を築き活動を行っていた。創設者の二人の他、エドゥアルド・グリクーロフも指揮者陣に加わっている。初代首席指揮者にはラビノヴィチが就任し、自身が亡くなる1972年まで楽団育成に努めた。続いてエドゥアルド・セローフが首席指揮者に就任し、その指揮のもとで培われた優れたアンサンブルが認められ、ソビエト連邦国内のみならず世界各国より招聘されるようになった。同時にメロディアへの録音も活発化する。1985年にアンサンブルの規模を室内管弦楽団から交響楽団に拡充することが決定され、国立組織としての地位も得て、翌年から「レニングラード国立交響楽団」として活動するようになる。その後、市の旧名復帰にしたがい「サンクトペテルブルク国立交響楽団」に改称、さらに「アカデミー」の名称を許可されて今日の名称となった。1988年よりベロセルスキー＝ベロゼルスキー宮殿のコンサートホールを主な活動拠点としている。

## 名称の変遷
- 1967年 - 1986年：レニングラード古楽・現代音楽室内管弦楽団(ロシア語: Ленинградский камерный оркестр старинной и современной музыки)
- 1986年 - 1993年：レニングラード国立交響楽団(ロシア語: Ленинградский государственный симфонический оркестр)
- 1993年 - 1996年：サンクトペテルブルク国立交響楽団(ロシア語: Санкт-Петербургский государственный симфонический оркестр)

## 首席指揮者
- ニコライ・ラビノヴィチ(1967年 - 1972年)
- エドゥアルド・セローフ(1974年 - 1985年)
- ラヴィル・マルティノフ(1986年 - 2004年)
- ヴァシリー・ペトレンコ(2004年 - 2007年)
- アレクサンドル・ティトフ(2007年 - 2013年)
- ペーテル・フェラネツ(2015年 - 2016年)
- アレクサンドル・ティトフ(2017年 - )

## 主な録音
メロディア録音(セローフ指揮 レニングラード古楽・現代音楽室内管弦楽団)
- ヒンデミット作品集
- モーツァルト：ピアノ協奏曲第9番、第25番
- ボリス・チャイコフスキー作品集

NORTHERN FLOWERS録音(ティトフ指揮)
- 戦時の音楽(大祖国戦争下で作曲された交響曲から戦時歌謡まで網羅したシリーズ)

ナクソス(ヴラディーミル・ランデ指揮)
- ヴァインベルク交響曲集